# Glee Glacier
Glee Glacier är en glaciär i Antarktis. Den ligger i Östantarktis. Nya Zeeland gör anspråk på området. Glee Glacier ligger 1 134 meter över havet.
Terrängen runt Glee Glacier är bergig åt sydväst, men åt nordost är den kuperad. Trakten är obefolkad. Det finns inga samhällen i närheten. 